# BLS AG RABe515形電車

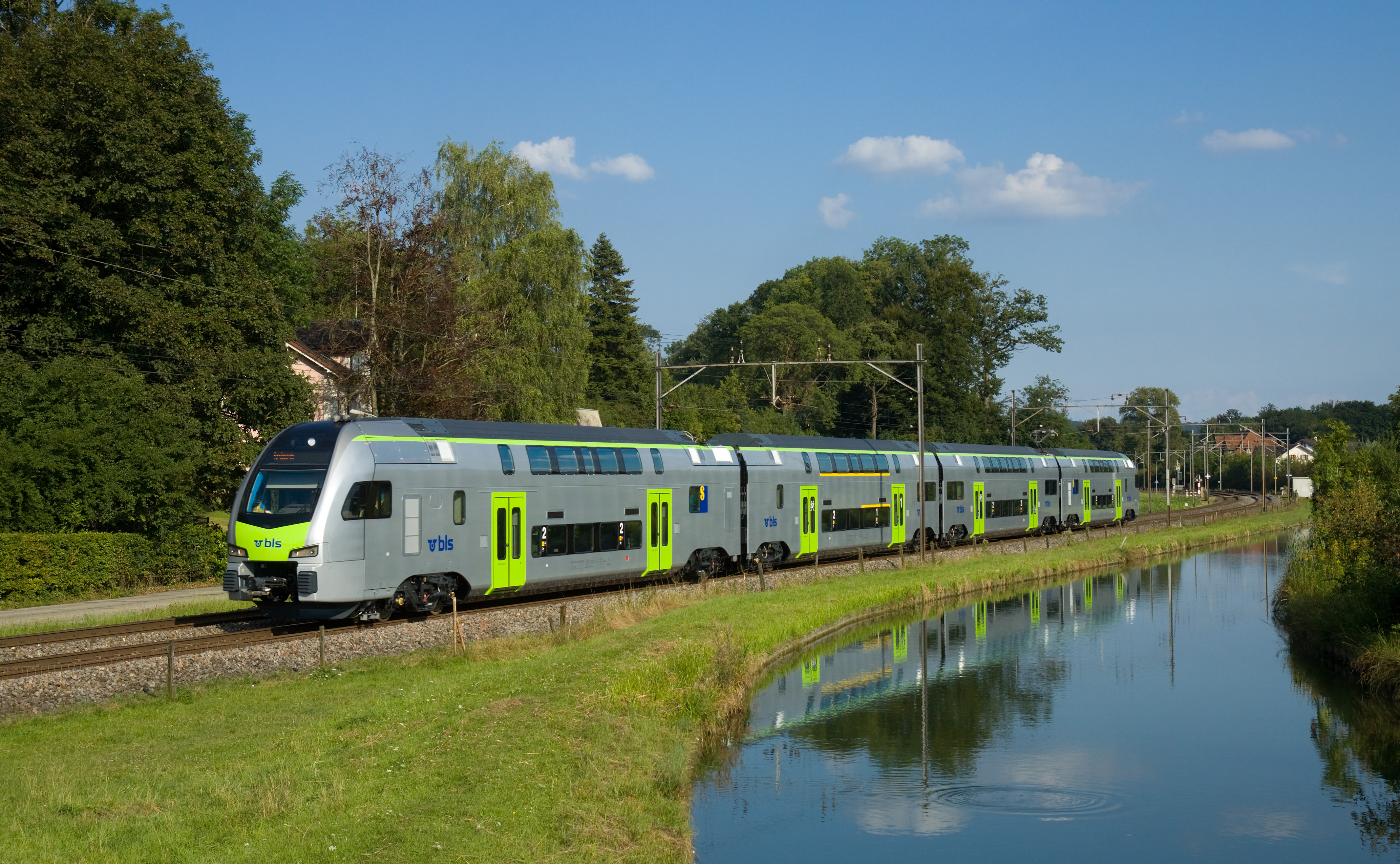
試運転期間中のRABe515形、ズルゲン駅

BLS AG RABe515形電車（BLS AG RABe515がたでんしゃ）は、スイス最大の私鉄であるBLS AGの都市近郊列車で使用される電車である。

## 概要
1995年に運行を開始したベルンのSバーンは、その後運行路線の拡大と整理を重ね、2012年時点ではS1、S2、S3/S31、S4/S44、S5/S51/S52、S6、S7、S8、S9の9系統が運行されており、標準軌区間の自社線およびスイス国鉄線のS1-S6系統の列車の運行をBLS AGが、1000mm軌間のS7-S9系統ではベルン-ゾロトゥルン地域交通がそれぞれ運行を担当している。1990-2000年代にはスイス国内の都市近郊路線はいずれも輸送量が増加しており、各地で近郊区間対応の電車が導入され、BLS AGでも部分低床式のSバーン用機としてボンバルディア・トランスポーテーション社のRABe525形（通称NINA）38編成とシュタッドラー社のGTWシリーズであるRABe526.2形13編成（現在はルツェルンSバーンへ転用）を新たに導入し、従来形の都市近郊列車であるRBDe565形およびRBDe566II形に低床式の中間客車B 600形（通称B Jumbo）を組み込んだ31編成などの既存の列車とともにベルンSバーンの運行を行なっていたが、更なる輸送力増強が必要な状況であった。
そこで、チューリッヒSバーンに引き続いて2階建列車による本格的なSバーン専用機を導入することとなって入札が行われ、2010年3月28日にシュタッドラー社のKISSシリーズの4両編成タイプであるRABe515形28編成を49億3700万スイス・フランで発注し、2012年3月20日に001号機がロールアウト、同年秋ダイヤから運行を開始し、2014年終わりにかけてS1系統、S3系統とその部分区間運行であるS31系統、S6系統で運行する予定となっている。シュタッドラー社のKISSシリーズは同社が近郊用電車として9か国から700編成以上を受注しているモジュール構造の低床式電車であるFLIRTシリーズをベースに都市近郊用の2階建電車としたもので、スイス国鉄がRABe511形として6両50編成、4両24編成を導入するなど5事業者で導入が進められている機体であり、BLS AGが導入するRABe515形は定員の増加、快適性および利便性の向上、コスト削減の推進などの改正がなされ、衝突安全性向上のために前面デザインを変更したものとなっている。
なお、車体と機械部分の製造および最終組立をシュタッドラーが、主要な電機品の製造をABB SchweizおよびABB Sécheronが担当しており、定格出力4000kW、最大出力6000kWで、1.32m/s2の都市近郊近郊列車に必要な高い加速性能を有している。また、本形式は計画、発注当初はドイツ語で2階建電車を表すDOSTOと呼ばれていたが、第1編成のロールアウトを機に、シュタッドラー社からは正式なシリーズ名であるKISSシリーズの名称が付されているほか、BLS AGではMUTZ (Moderner, Universeller TriebZug)の名称を付しており、一部の編成には下記の通り固有の機体名（主に沿線の街の名称）が付されて、機体に紋章が設置されている。
- RABe515 001 -  Stadt Bern (ベルンの街)
- RABe515 004 -  Ville de Neuchâtel (ヌーシャテルの街)

また、RABe515形は編成中各車毎の形式名は定められていないものの、通称として前位側から各車RBe4/4 100、AB 200、B 400、RBe4/4 600と呼ばれており、第1編成のを例にとると、BLS AGの形式名、編成番号と、2007年から採用されたUIC規格によるヨーロッパ標準動力車番号体系であるEVNの編成番号および各車両番号とは以下のとおりとなっている。
BLS形式、編成番号
- RABe515 001

EVN
- 編成番号
  - 94 85 7511 001-6 CH-BLS
- 車両番号
  - RBe4/4 100：94 85 7515 101-4 CH-BLS
  - AB 200：94 85 7515 201-2 CH-BLS
  - B 400：94 85 7515 401-8 CH-BLS
  - RBe4/4 600：94 85 7515 601-3 CH-BLS

## 仕様

### 車体
- RABe515形は前位側から各車RBe4/4 100 - AB 200 - B 400 - RBe4/4 600と呼ばれ、車軸配置Bo'Bo'+2'2'+2'2'+Bo'Bo'で、ベースとなった連接式のFLIRTシリーズとは異なり、都市圏輸送での輸送力確保のため25m級2軸ボギー台車式の大型車体の車両で構成される固定編成となっている。
- 車体構体は大型押出型材を多用した車端耐荷重1500kNアルミ製で、摩擦攪拌接合の採用による構体壁面、床面厚の抑制と天井ほぼ全幅にわたる薄型の空調ダクト等の設計上の工夫により1階、2階客室とも2000mmの天井高を確保しているほか、運転台のみガラス繊維強化プラスチック製で、組立時には塗装、窓ガラスの取付等が済んだ状態で車体に取付ける工法となっている。また、先頭の補助バッファ部を台枠端梁から前方に約1m程度の衝撃吸収構造の衝突梁を張出させてクラッシャブルゾーンとするなど、衝突安全基準EN 15227 1、2および3に対応した車体構造となっている。なお、構体や室内の設計はdesign & technik[16]が担当している。
- 先頭部はGTWおよびFLIRTの流れを引くデザインであったスイス国鉄のRABe511形から変更となり、同様に縦方向に曲面で大きく絞り込み、左右側面も前面下部へ向かって内側へ絞った形状であるものの、衝突安全性を向上させた設計となったため前頭部が約140mm延長され、かつ左右方向の絞り込みを小さくした形状となり、各部のデザインも変更となっている。前面窓ガラスは大型の1枚曲面ガラスで、その上部にLEDの行先表示器が、下部左右にキセノンランプの前照灯および白および赤のLED式前照灯兼標識灯が、行先表示器上部に白色LEDの標識灯が設置されている。
- 各車体は両端の台車上が床面高さ1350mmの平屋建、台車間が2階建てで、1階部分は両端の出入口部が欧州の標準的なホーム高さ550mmに対応した床面高さ570mmでスロープを経由して高さ440mmの客室部へつながっており、2階部分は床面高さ2515mmとなっている。本形式の貫通路は平屋通路方式となっており、1階部分両端の出入口から階段を経由して両車端の平屋部へ、さらに階段を経由して2階部分へ至る構造となっている。室内はRBe4/4 100およびRBe4/4 600は1、2階が2等室で平屋階が2階への階段の踊場と機器室、B 400は全室2等室、AB 200は2階および1階の半室が1等室、1階の半室と平屋階が2等室となっており、B 400の1階に2台分自転車積載スペース、2台分の車椅子スペースと車椅子対応真空式トイレが、AB 200の1階の1等室内に1台分車椅子スペース、2等室内に4台分の自転車積載スペース、平屋階に通常の真空式トイレが用意されている。
- 座席は1等室、2等室とも2+2列の4人掛け（B 400とAB 200の車椅子スペース部のみ2+1列の3人掛け）の片持式の固定式クロスシートで2階室の乗降扉上部のみ扉開閉機構を避けるためにレール方向に設置されている。2等室は対面部がシートピッチ1700mm、片方向部が850もしくは1000mm、1等室は同じく2000mm、1350mmで、従来のベルンSバーン用RABe525形（NINA）と比較して2等室が3+2列から2+2列となっている。座席定員はRBe4/4 100およびRBe4/4 600は2階46席と1階26席の2等計72席、AB 200は1等が2階46席と1階15席（うち1席は車椅子搭載スペースの折畳座席）の計59席、2等が1階16席と平屋階18席の計34席、B 400は2階54席、1階14席（うち4席は車椅子搭載スペースの折畳座席）と平屋階24席の2等計92席となっており、編成での立席定員は335名となっている。
- 側面窓は大型の固定式で、1階部は平面ガラス、2階部は車体断面に合わせた曲面ガラスとしており、基本的には対面式座席部は広幅の、片向座席部は狭幅のものが設置され、1等室、2等室のシートピッチの差によっても窓幅を変えている。乗降扉はBode[17]製の有効幅1400mmで電機駆動、両開式のスライド式プラグドアであり、扉下部の床内に引込式のステップを設置している。また、側面中央の1階窓上部には片側2箇所のLED式の行先表示器が設置されている。
- 客室と乗降デッキは床面がダークグレーで壁面および天井が白に近いグレー、客室壁面下半部は明茶色の木目調、乗降デッキ妻壁面はダークグレー、乗降扉内側は黄緑となっており、座席は2等室のものが青色系のドット柄のモケット貼りでヘッドレストがライトグレーの樹脂製、肘掛が黒、1等室のものがダークグレーのチェック柄のものでヘッドレストが黒のビニールレザー貼りで白布付き、肘掛が黒となっている。室内灯は長手方向の荷棚基部に設置された半間接照明で、空調の冷暖気は天井のダクトを通じて室内へ導かれ、床および壁面窓下には暖房器が埋め込まれている。また、1階および2階の前後妻面と平屋階の車端側妻面にGPSと連動した列車位置情報など各種案内用の液晶ディスプレイが設置されている。なお、これらの機器および車外行先表示装置、車内放送装置、対話式の車内非常通報装置、客室天井に設置された室内監視カメラ等はRuf-Gruppe[18]製のVisiWebと呼ばれるシステムによって統合されている。
- 運転室は中央やや左寄りのデスクタイプ運転台で、2ハンドル式のマスターコントローラーを設置しており、半円形の計器盤の各計器類は従来タイプの針式のもののほか、液晶ディスプレイ式計器/表示灯盤、車両情報装置用ファンクションキー付の液晶ディスプレイ3面が設置されており、将来のETCS搭載に対応しているほか、側面窓には駅での乗降確認用の電動式バックミラーが設置されており、乗務員室扉は設置されていない。
- 連結器は車体取付式で2本の空気管を同時に接続でき、下部に電気連結器を併設している新型のSchwab[19]製自動連結器で、GTWおよびFLIRTシリーズとのみ連結が可能で、+GF+自動連結器を採用しているRABe525形およびRABe535形を含めた他の一般車両とは連結することができない。また、連結器の左右に一般車両に対応した補助バッファが設置されているほか、前頭部の車体下部および台車前部にはスノープラウが設置されている。
- RBe4/4 100とRBe4/4 600の平屋階の機器室は運転室後部のものは長さ2725mm、連結面部のものは3340mmのいずれも側面に一部ルーバー付の機器点検扉を持つもので、主変圧器、主制御器など走行用機器を搭載しており、中間4両の各妻面にも長さ210mmの機器室が設置されている。また、各車の平屋階屋根上には空調装置が設置されるほか、RBe4/4 100とRBe4/4 600の連結面寄の屋根上には主開閉器、主電動機や機器類の冷却用送風機、シングルアーム式パンタグラフなどの機器を屋根上に設置しており、機器室部屋根肩部にはルーバーの設置された機器冷却用空気取入口が設置されている。
- 塗装
  - 車体塗装はRABe535形をベースとしたものとなっており、車体は銀をベースとして、車体前面下部と側面肩上端部、乗降扉を黄緑色、前後の車体隅部をライトグレーとして側面および前面窓周りを黒としたものとなっている。このほか、前面窓下と両先頭車連結面側を除く側面平屋階部にBLS AGのマーク、両先頭車側面平屋階部にベルンSバーンのマークが設置され、前面窓の下部に通称の"MUTZ"と機番が、側面窓間柱に客室等級標記が、1等室窓上部（1階席部）もしくは下部（2階席部）に識別用の黄線が入れられている。
  - 屋根上機器と屋根上機器カバー、屋根はライトグレー、床下機器と台車、スカートなどはダークグレーである。

### 走行機器
- 制御方式は主変換装置にIGBTを使用したコンバータ・インバータ式で、1台の主変換装置で1台×2群の主電動機を駆動するほか、補助電源装置まで一体化したものとなっており、RBe4/4 100およびRBe4/4 600の前後それぞれの機器室中央の通路を挟んで片側に主変圧器、もう片側に主変換装置が設置されている。
- 主変圧器はABB Sécheron製の小型のアルミ筐体のLOT1100で、出力は主変換装置用の400V16.7Hzと列車暖房用の単相AC400V16.7Hz、冷媒にはエステル樹脂を使用している。
- 主変換装置はABB-Schweiz製BORDLINEシリーズのCC 1500 AC室内搭載、交流電源用タイプであるBORDLINE CC1500_AC_15-25kV_M1500で、2群を1台のラックにまとめて長さ793mm、幅1808mm、高さ2230mmで重量1005kgに一体化されており、制御ユニットにGTWおよびFLIRTシリーズにも採用されているAC 800PECを使用している。入力は主変圧器からの単相AC400V16.7Hzもしくは50Hzでこれを走行用に三相AC0-520Vに変換して1群あたり750kWを出力するほか、1群のみ冷却ファン駆動用のAC0から230V0から50Hz-25ｋVA、補機駆動用の三相AC400V50Hz-100kVAおよびDC36Vを出力する。主回路のIGBT素子冷却は水冷式で、冷却水冷却気は屋根上に設置した送風機から導入するほか、IGBTの駆動周波数を2kHzとして変換ロスおよび騒音、駆動装置の負荷を低減している。
- 車両情報装置としてSelectron Systems[20]製のMAS-Tを搭載している。この装置は力行、ブレーキ指令や空転制御やブレーキ力調整などの制御伝送にも対応しているほか、乗降扉、空調装置、モニタ装置、各種表示装置の制御が可能であり、主な伝送に2系統のCANopenを使用しているほか、イーサネット、RS-232等でも各機器とのデータ伝送が可能で、4編成までの重連総括制御が可能であるほか、他のFLIRTシリーズおよびGTWシリーズの第3、第4世代の機体とも重連総括制御が可能である。
- ブレーキ装置は電気ブレーキとして主変換装置による回生ブレーキを主として、2系統の空気ブレーキおよび付随客車のAB 200、B 400に渦電流式レールブレーキを装備する。
- 主電動機はtraktionssysteme austria[21]製のTyp TMF 59-33-4かご形三相誘導電動機 をRBe4/4 100およびRBe4/4 600に4台ずつ搭載し、連続定格出力4000kW、起動-50km/h牽引力400kN、最高速度160km/hの性能を発揮するほか、160km/h時でも140kNの牽引力を有しており、設計上は最高速度200km/hを発揮可能である。冷却は屋根上に設置された送風機による強制通風式である。駆動装置は2段減速式で、動力は駆動装置出力軸と動軸に設置された中空軸間および中空軸と動軸間とで、クイルと積層ゴムブロックを使用した継手で変位を吸収するクイル式駆動方式の一種で動輪へ伝達される。
- 台車はSLM[22]の流れを引くStadler Winterthur[23]の新しい台車製造工場で生産されたもので、動台車、従台車とも固定軸距2500mm、車輪径新製時920mmのボルスタレス式台車で、枕ばねは空気ばねでヨーダンパと縦ダンパを併設、軸ばねはコイルばねで縦ダンパ併設、軸箱支持方式は軸梁式となっている。基礎ブレーキ装置いずれもはディスクブレーキで、動台車は車輪にブレーキディスクを組み込んだキャリパーブレーキ方式、従台車は車軸に2枚のブレーキディスクを装備する。また、動台車の先頭軸には砂撒き装置を、従台車の台車中央のレール面上に渦電流式レールブレーキを装備する。
- そのほか、主開閉器は真空式で接地装置と統合されたTyp RM531を、パンタグラフはシングルアーム式のもの1基をRBe4/4 100およびRBe4/4 600に搭載するほか、電動空気圧縮機2基、機器冷却用送風機、DC36Vの蓄電池などを搭載する。

### 主要諸元
- 軌間：1435mm
- 電気方式：AC15kV 16.7Hz 架空線式
- 最大寸法：
  - 全長：102640mm（編成）
    - RBe4/4 100、RBe4/4 600：26500mm
    - AB 200、B 400：24820mm

  - 全幅：2800mm
  - 全高：4595mm
- 軸配置：Bo'Bo'+2'2'+2'2'+Bo'Bo'
- 軸距：2500mm
- 台車中心間距離
  - RBe4/4 100、RBe4/4 600：17840mm
  - AB 200、B400：18840mm
- 動輪径：920mm
- 従輪径：920mm
- 自重：211t
- 定員（編成）：61名（1等）、274名（2等）、566名（立席）
  - RBe4/4 100、RBe4/4 600：74名（2等）
  - AB 200：61名（1等）、34名（2等）
  - B400：92名（2等）
- 走行装置
  - 主制御装置：IGBT使用のVVVFインバータ制御
  - 主電動機：Typ TMF 59-33-4かご形三相誘導電動機×4台×2両
- 性能
  - 連続定格出力：4000kW
  - 最大出力：6000kW
  - 牽引力：400kN（起動-50km/h）、140kN（160km/h時）
  - 起動加速度：1.32m/s2
  - 最高速度：160km/h
- ブレーキ装置：回生ブレーキ、空気ブレーキ、渦電流式レールブレーキ
- 電気ブレーキ力：400kN（50km/h-停止）、140kN（160km/h時）

## 運行
- RABe515形は発注後詳細設計が進められ、2011年3月にシュタッドラー社のアルターライン工場で最初の車体組立が開始され、2012年3月20日にRABe515 001号機がロールアウトし、スイス東部のスイス国鉄線を使用して試運転が行われた後、5月にはベルンへ移動して試運転を継続している。また、RABe515 004号機はロールアウト後、ベルリンで開催された2012年のイノトランスに同じKISSシリーズで、後述するODEGのET445.1形などとともに出品されている。
- RABe515形が運行を開始する直前のベルンSバーン各系統の運行機材は以下のとおりであった。
  - S1系統：RABe525形（NINA）、RBDe566II形 + 客車2両 + 制御客車（増発、多客時用）
  - S2系統：RBDe565形 + B 600形（B Jumbo）2両 + 制御客車
  - S3/S31 系統、S4系統：RBDe565形 + B 600形（B Jumbo） + 客車 + 制御客車
  - S4系統：RBDe566II形 + B 600形（B Jumbo） + 制御客車
  - S44系統、S52系統：RABe525形（NINA）
  - S5/S51系統：RABe535形（Lötschberger ）もしくはRABe525形（NINA）
  - S6系統：RBDe565形 + B 600形（B Jumbo） + 制御客車
  - S7、S9系統：ABe4/12 41-61形（Mandarinli）
  - S8系統：ABe4/12 62-72形（La Prima）、ABe4/12 41-61形（Mandarinli）、RABe4/12 21-26形（NExT）
- RABe511 001号機は2012年9月4日に機体名「Stadt Bern」の命名式が行われてロールインし、9月19日のS31系統から運用に入っており、S3/S31系統で運行され、2014年12月までには予定されている28編成が揃えられ、その後2012年12月にはS1系統での運行を開始し、翌2013年12月には同系統の通常の運行がすべてRABe515形に置き換えられ[24]、S3/S31系統には2014年4月から2014年12月にかけて[25]、S6系統には2013年12月から2014年12月にかけて[26]導入されて旧来の機材を置き換える予定となっている。
- 運行が予定されている各系統の運行区間は以下のとおり。
  - S1系統：フリブール - （スイス国鉄線） -  ベルン - （スイス国鉄線） - トゥーン
  - S3系統：ビール/ビエンヌ - （スイス国鉄線） -  ミュンヘンブーフゼ - （スイス国鉄線） -  ベルン - （BLS AG線） -  ベルプ（ - （BLS AG線） - トゥーン）
  - S31系統：（ビール/ビエンヌ - （スイス国鉄線） -  ）ミュンヘンブーフゼ - （スイス国鉄線） -  ベルン - （BLS AG線） -  ベルプ
  - S6系統：シュヴァルツェンブルク - （BLS AG線） -  ベルン

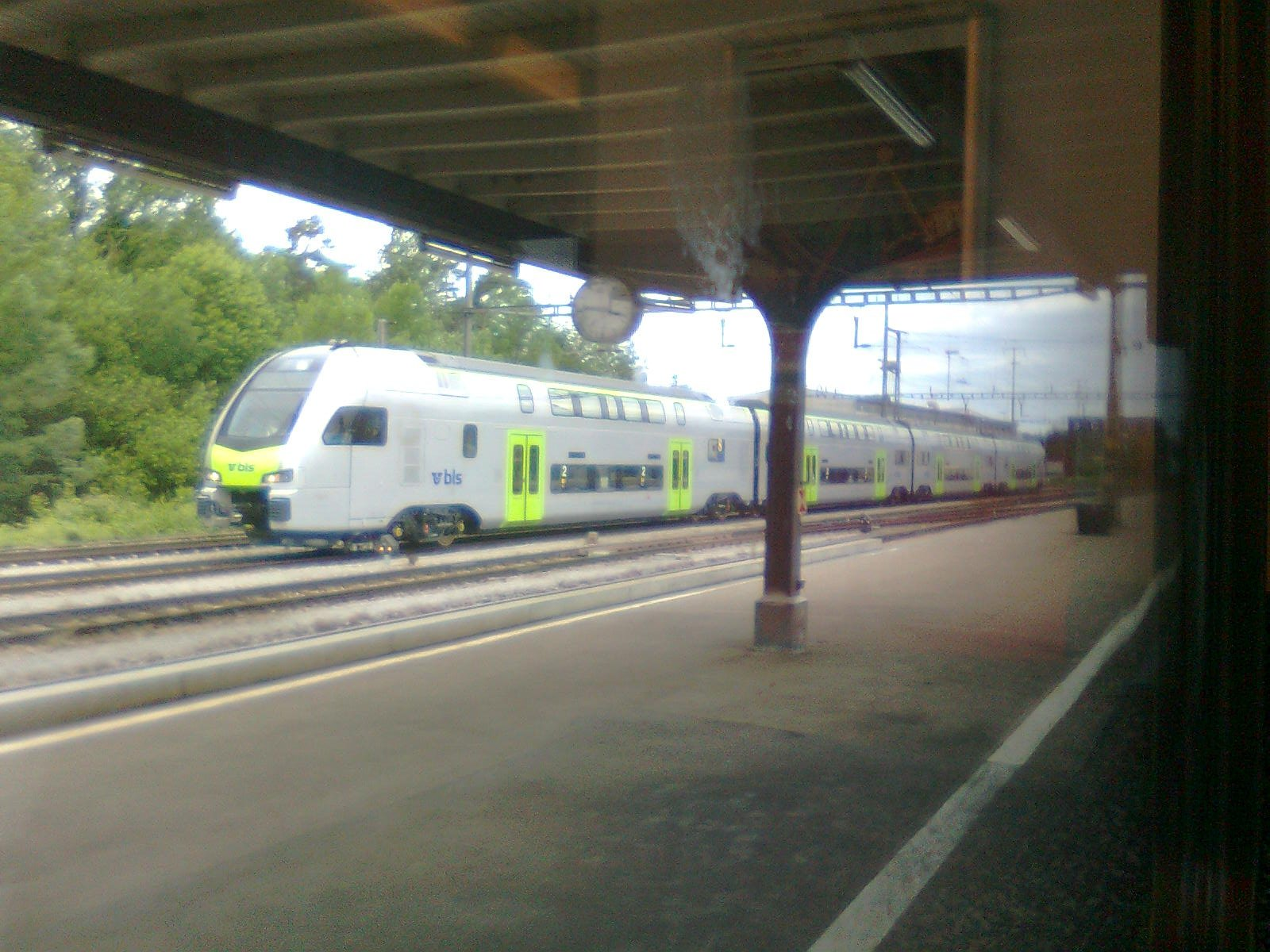
試運転中のRABe515
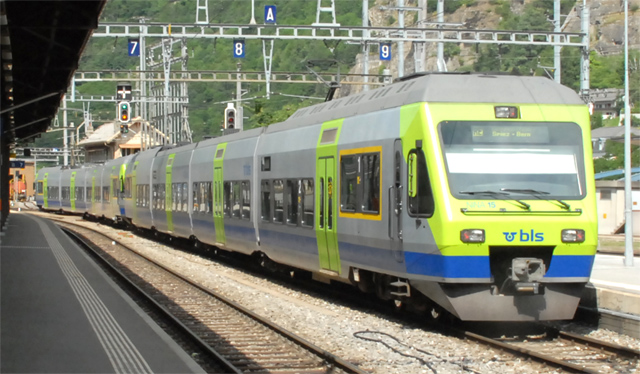
RABe525形、4両編成の機体、3両25編成、4両13編成が導入された
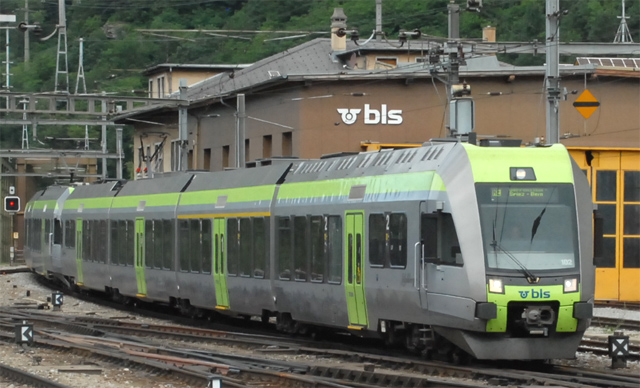
RABe535形、本来は長距離列車用の機体の一部を2012年よりSバーン用として運用
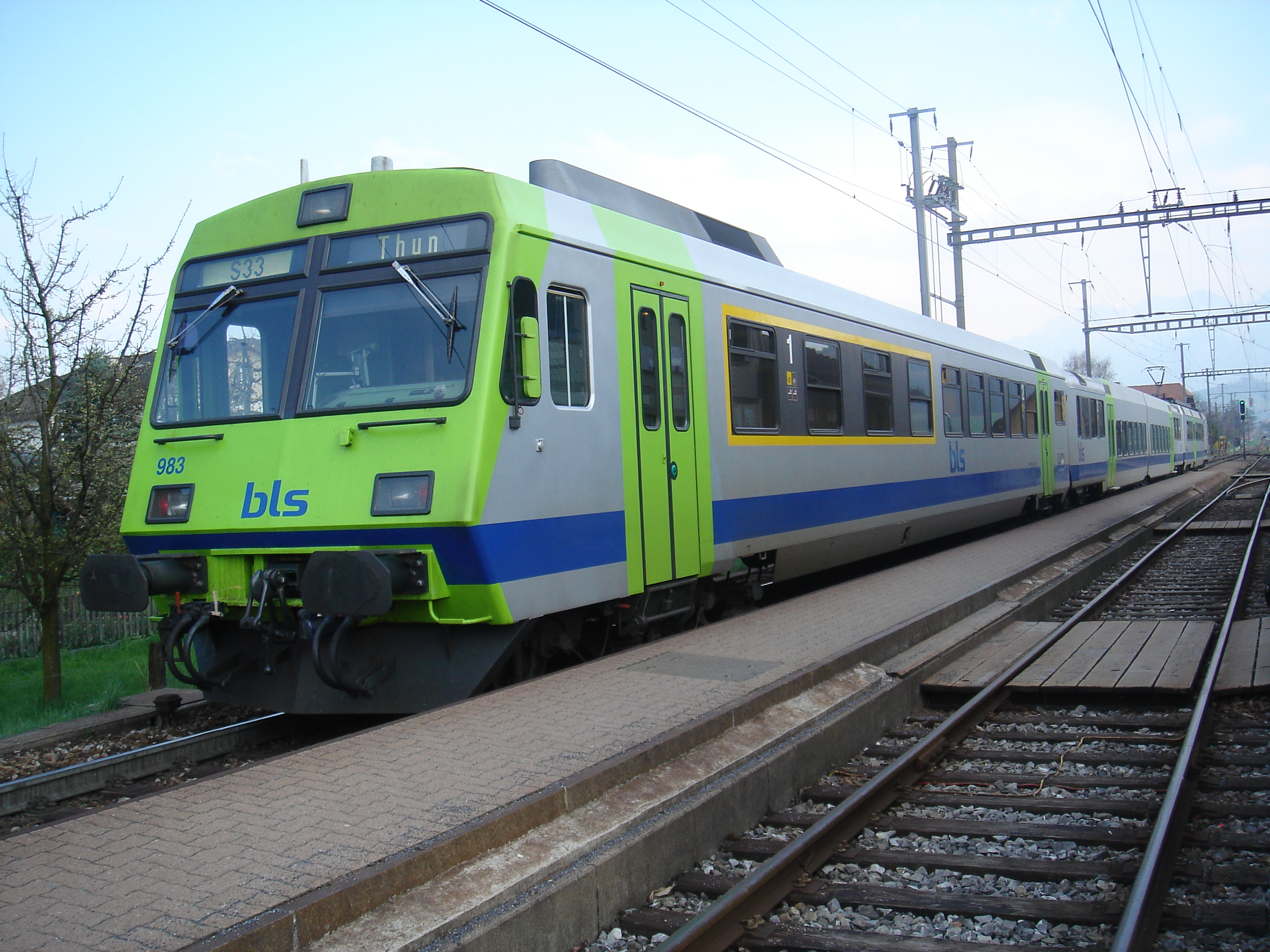
S31系統で運行されるRBDe565形 + B 600形（B Jumbo） + 制御客車の編成
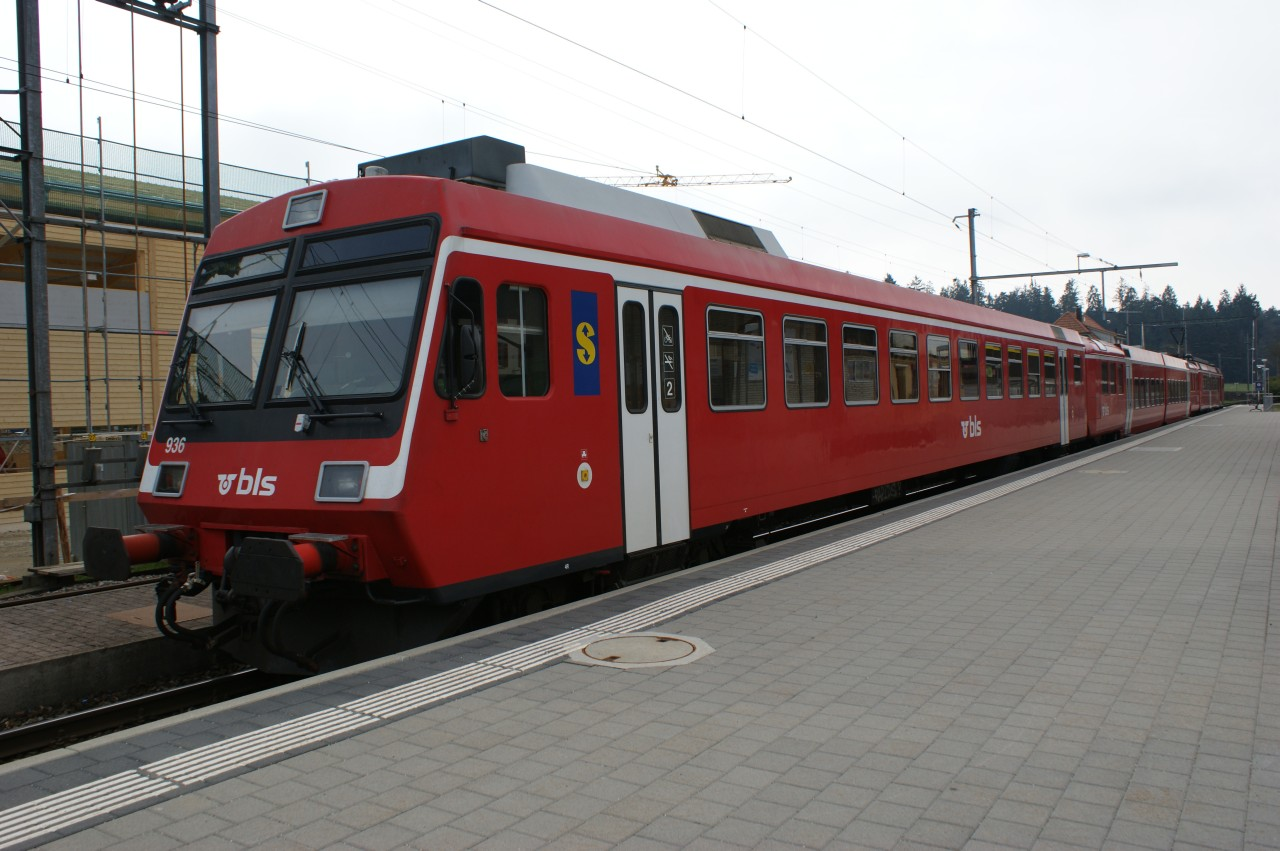
S4系統で運行されるRBDe566II形 + B 600形（B Jumbo） + 制御客車の編成
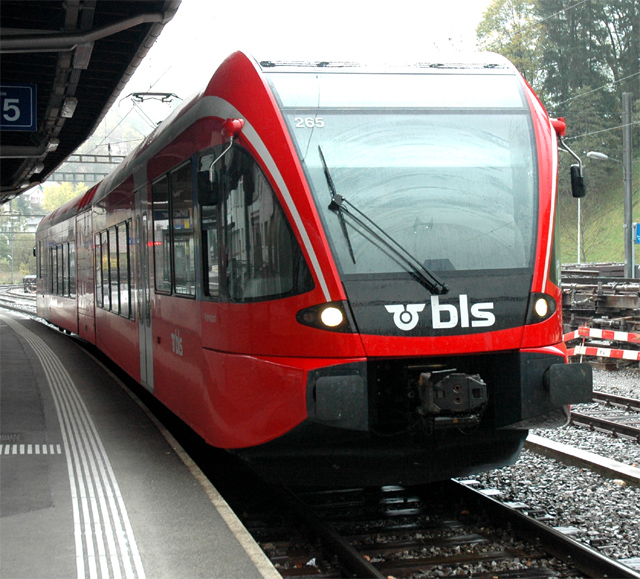
RABe526.2形、現在はルツェルンSバーンへ転用されている

## 同型機
RABe515形と同じStadlerのKISSシリーズは現在以下の各鉄道で発注がなされている。詳細はKISSの項を参照。
- スイス国鉄はチューリッヒのSバーンの輸送力増強用として、1989年から導入されたRe450形電気機関車が牽引する4両固定編成の2階建列車（通称DPZ[27]）115編成と、その後2006年以降に増備されたシーメンス社のデジロシリーズを同様に2階建4両固定編成仕様としたRABe514形電車（通称DTZ[28]）61編成に続く2階建のSバーン専用機として、6両50編成のRABe511形を2008年8月31日にシュタッドラーに10億スイス・フランで発注しており、2010年7月3日より順次ロールアウト、翌2011年から運行を開始している。また、2010年6月30日にはこの契約の最初のオプションが行使され、スイス国鉄の近郊区間のレギオエクスプレス[29]用として6両50編成のうちの13編成とともに運行される4両編成の通称RABe511.1形24編成が発注され、2012年より運行を開始している。
- オーストリアのウェストバーン鉄道（WESTbahn）[30]では、2011年から2016年までの間のウィーン-ザルツブルク間の運行を担当することとなり、これに充当するために6両編成タイプの4010形を7編成、1億1000万ユーロで発注し、2011年終わりから順次納入されている。本機はウィーンからザルツブルク間で運用される都市間列車用の仕様の座席や座席配置となり、最高運転速度は200km/hとなっているほか、中間車の車端部にカフェコーナーが設置される。
- ドイツのODEG[31]は2011年1月11日に4両編成タイプのET445.1型16編成をRegio-Shuttle RS1を1両とGTW2/6の気動車タイプ6編成とを併せて1億4600万ユーロで発注をしており、2012年より納入されている。本機はベルリン近郊のレギオナルエクスプレスのRE2系統（ヴィスマール - ベルリン中央 - コトブス）およびRE4系統（シュテンダール - ベルリン中央 - ユーターボーク）で2012年12月9日より運用される予定である。
- ルクセンブルクのルクセンブルク国鉄[32]では、ドイツ乗入用の電化方式AC25kV50Hz（ルクセンブルク）とAC15kV16.7Hz（ドイツ）の複電圧式、ETCS装備、動力車1両組込の3両編成タイプの2300形8編成（オプション31編成付）を6000万ユーロで発注しており、2013年より導入される予定となっている。

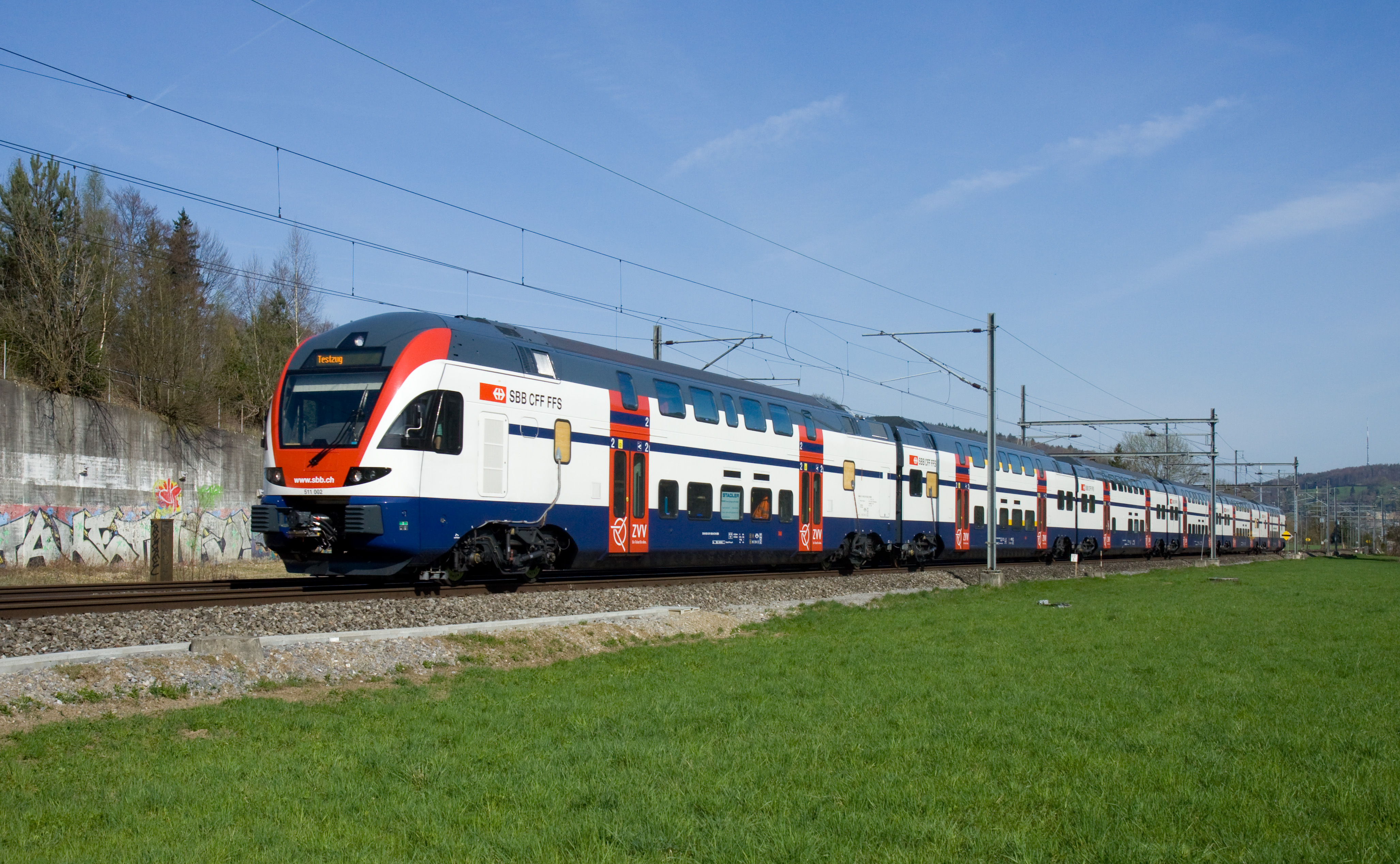
スイス国鉄のRABe511形、Sバーン用の6両編成
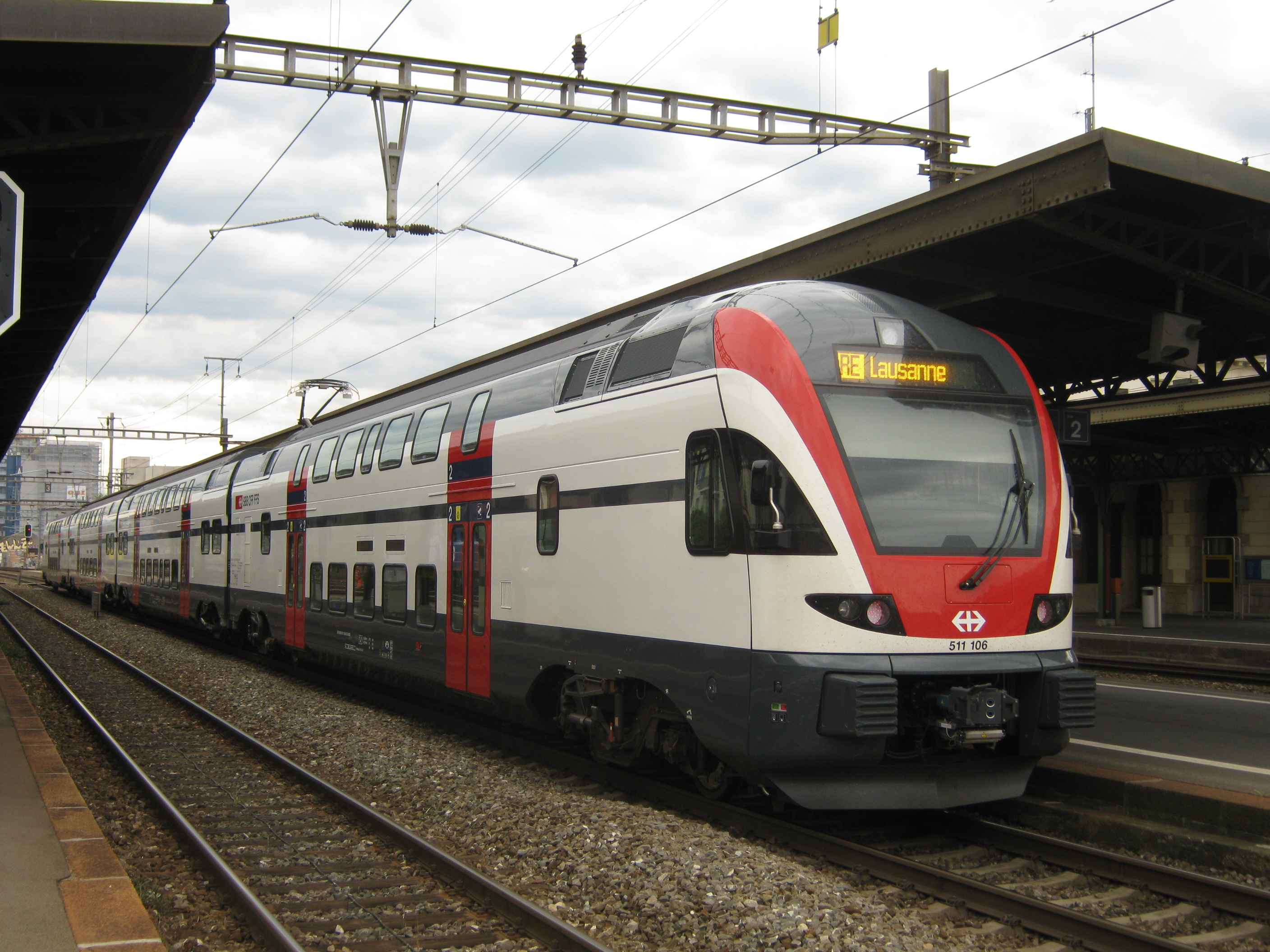
スイス国鉄のRABe511.1形、近郊列車用の4両編成
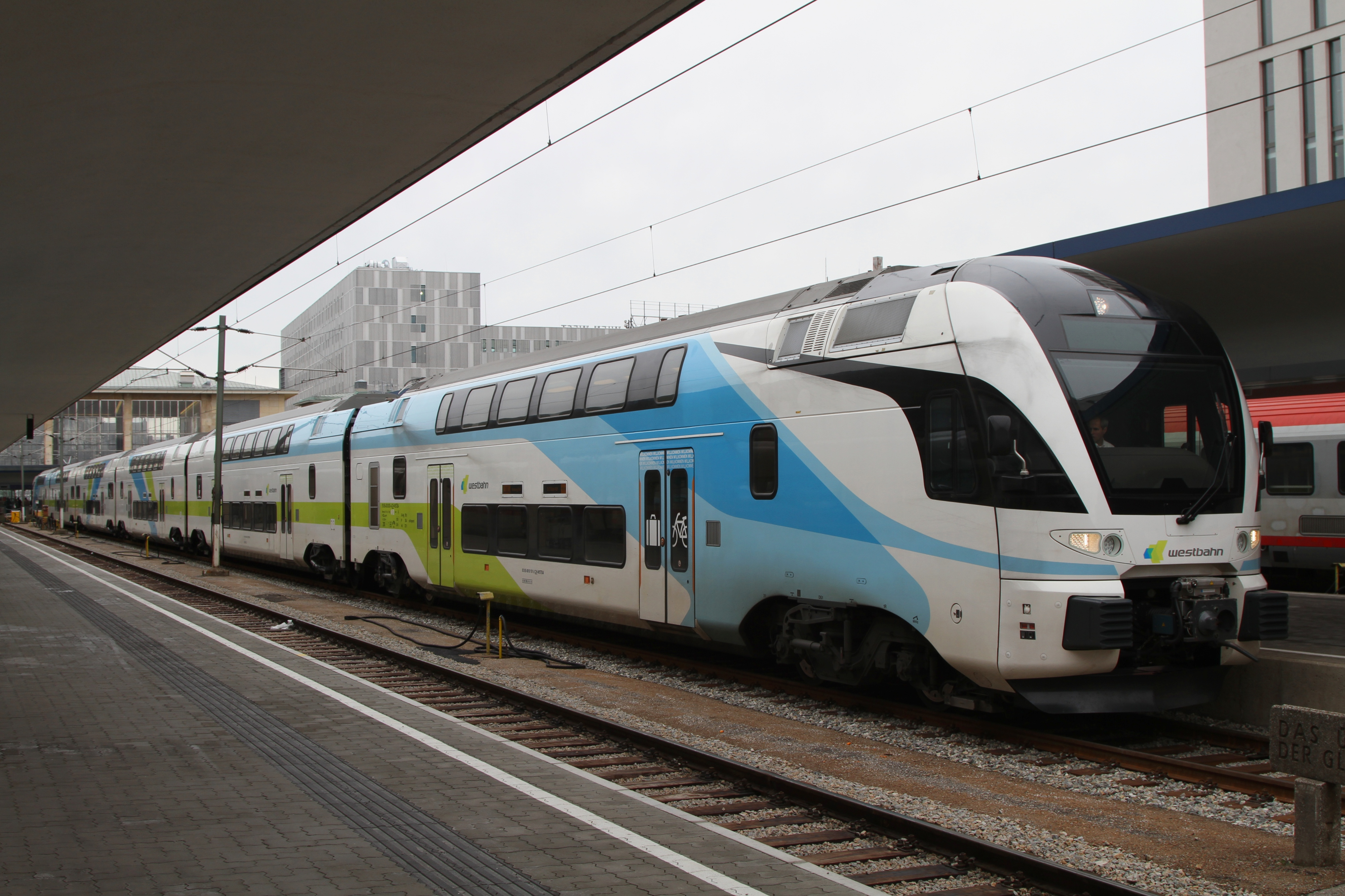
WESTbahnの 4010形、都市間列車用の200km/h対応機
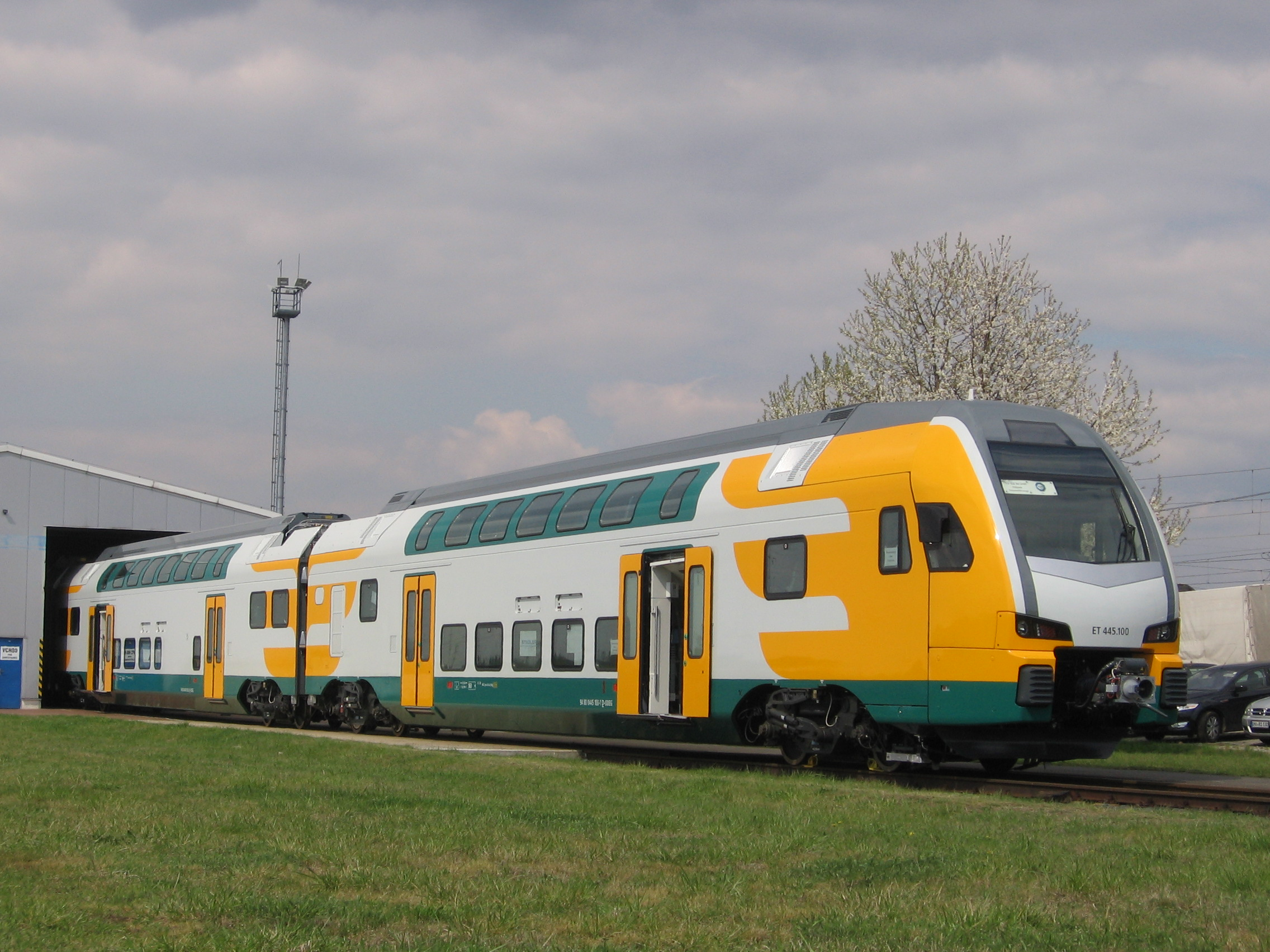
ODEGのET445.1型、衝突安全性向上型